# Cimetière de La Almudena
Ne doit pas être confondu avec Cimetière civil de Madrid.
Le cimetière de La Almudena est le plus grand cimetière de Madrid et d'Espagne avec une surface d'environ 120 hectares. Il a été inauguré en 1884 sous le nom de Nécropole de l'Est.

## Description
Le cimetière est découpé en trois zones principales : le cimetière civil, le cimetière hébraïque et le cimetière de Notre Dame de la Almudena. Un jardin du Souvenir permet aussi de déposer des urnes.

## Histoire
Inauguré en 1884 sous le nom de Nécropole de l'Est. Il est encore possible d'inhumer et d'incinérer des défunts dans le cimetière. De plus, il est aujourd'hui possible de le visiter grâce à des guides.
José Cazorla  (1906-1940), condamné à mort par les troupes nationalistes, est fusillé, avec 17 autres républicains, le 8 avril 1940 par les franquistes sur les murs du cimetière.

## Personnalités inhumées dans le cimetière
- Les Treize Roses (Las Trece Rosas), groupe de treize jeunes femmes républicaines fusillées par les franquistes après la guerre d'Espagne, en août 1939[6] ;
- María Guerrero (1867-1928), comédienne et directrice de théâtre ;
- Concha Espina (1869-1955), femme de lettres ;
- Josefina Díaz González (1891-1976), actrice hispano-argentine ;
- Carola Fernán Gómez (1899-1967), actrice et comédienne de théâtre;
- Hildegart Rodríguez Carballeira (1914-1933), avocate, considérée comme l'une des précurseures de la révolution sexuelle, assassinée par sa mère Aurora Rodríguez Carballeira[7] ;
- José María Forqué (1923-1995), réalisateur ;
- Alfredo di Stefano (1926-2014), joueur de football ;
- Shangay Lily (1963-2016), acteur.

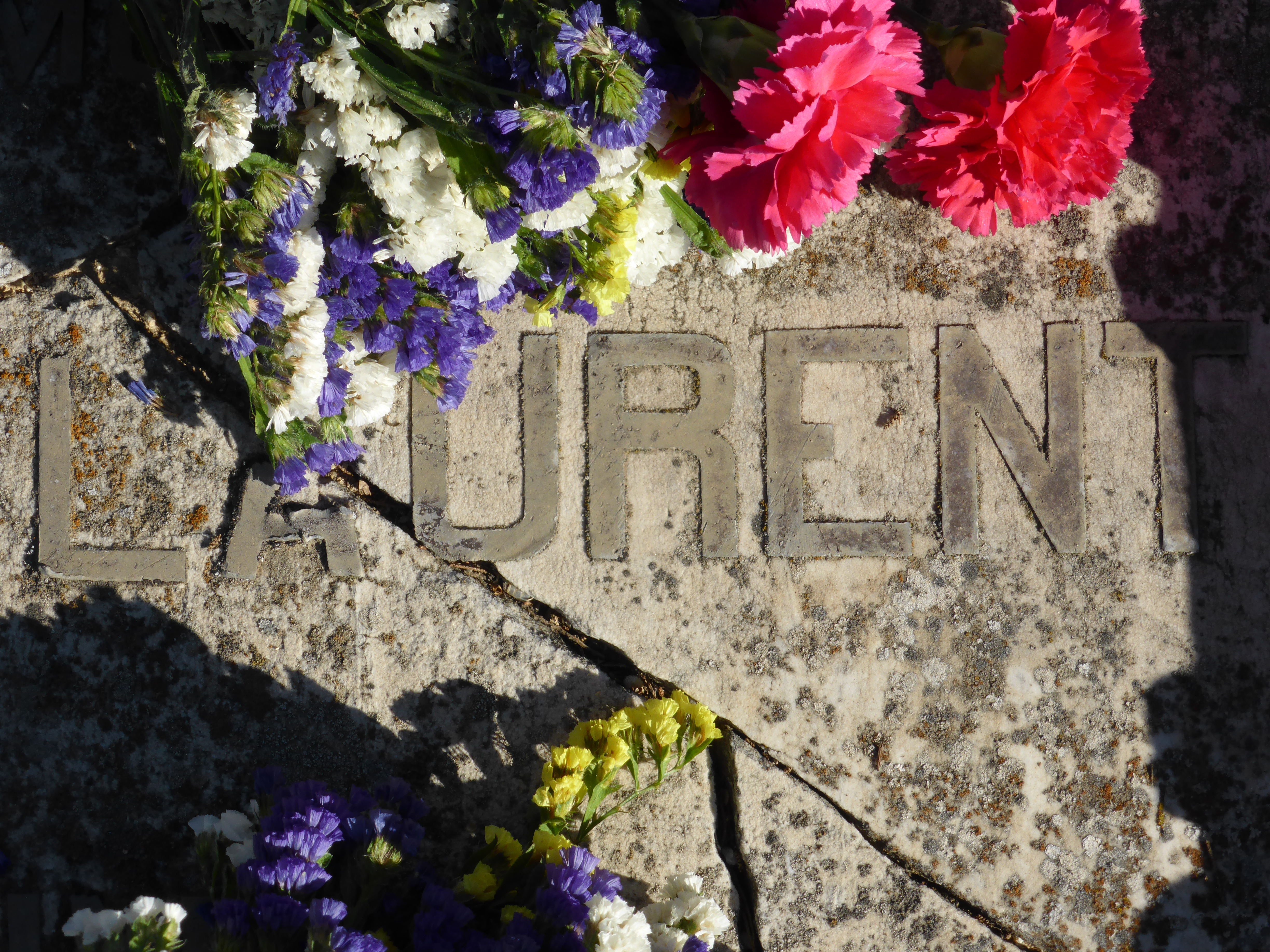
Jean Laurent, photographe français actif en Espagne, né le 23 juillet 1816 à Garchizy (Nièvre), et mort le 24 novembre 1886 à Madrid.

## Personnalités incinérées dans le cimetière
- María Bruguera Pérez (1913-1992), militante féministe républicaine[8];